# Xã Flatrock, Quận Henry, Ohio
Xã Flatrock (tiếng Anh: Flatrock Township) là một xã thuộc quận Henry, tiểu bang Ohio, Hoa Kỳ. Năm 2010, dân số của xã này là 1.247 người.